# Brasão do Ceará
O Brasão do estado do Ceará é o emblema heráldico e um dos símbolos oficias do estado brasileiro do Ceará. O brasão do Ceará é também o elemento central da bandeira do Ceará.

## História
Foi instituído inicialmente através da lei nº 393, de 22 de setembro de 1897, durante o governo de Antônio Pinto Nogueira Accioli. Em 2007, o governo do Ceará promoveu a revitalização do brasão, com um novo desenho e um descritivo de construção, mas mantendo os elementos do brasão original. Assim, foi oficialmente modificado pela lei nº 13.878 de 23 de fevereiro de 2007  e pela lei nº 13.897 21 de junho de 2007.

## Descrição heráldica
O símbolo do Ceará é caracterizado por uma feitura heráldica que prioriza a  cultura patrimonial regionalizante, defendendo-se, de velhas heráldicas do colonialismo europeu:
A primeira descrição heráldica do brasão cearense foi oficializada no artigo 1º do decreto de 1897:

Art. 1º As armas do Estado serão representadas por um escudo encimado por um forte de construção antiga. Uma elipse atravessada por uma zona em sentido oblíquo, da esquerda para a direita e semeada de estrelas, simbolizando os diferentes municípios do Estado, mostrará ao centro do escudo uma parte do litoral compreendida a enseada e o farol do Mucuripe; e um debuxo de pássaro destacar-se-á do ângulo direito do mesmo escudo, cercando-o ramos de fumo e de algodão.

Em 2007 o governo do Ceará promoveu a revitalização e normatização do brasão do Ceará, que passou a figurar com a seguinte descrição:

Art. 1. O Brasão do Estado do Ceará será representado por um escudo polônio com campo verde, fendido, figurando na sua parte esquerda sete estrelas, na cor branca, que representam as mesorregiões do Estado, e, sobre o todo, a elipse central, com elementos internos distribuídos em quatro quadrantes, com a linha do horizonte no centro. O primeiro quadrante contém o sol e o farol do Mucuripe; o segundo, a serra e o pássaro; o terceiro, o mar e a jangada; e o quarto, o sertão e a carnaúba, simbolizando os quatros elementos da natureza: fogo, ar, água e terra. Como timbre, a figura de uma fortaleza de construção antiga, cor de ouro, com cinco merlões.
(...)
§ 2º Tomando-se por base módulo arbitrário “M”, serão observadas, no escudo do Brasão do Estado, as seguintes proporções: a largura corresponderá a sete módulos (7M), a altura a oito módulos (8M), e o conjunto total do Brasão corresponderá a proporção de sete módulos (7M) na largura por nove módulos e cinco décimos (9,5M) na altura, de acordo com o anexo I desta Lei. (Redação dada pela Lei n° 13.897, DE 21.06.07)

Anexo I da Lei n° 13.897, de 21/06/2007
Brasão do Ceará
Brasão do Ceará monocromático

Folha de construção do brasão.

## Brasões anteriores

### 1894

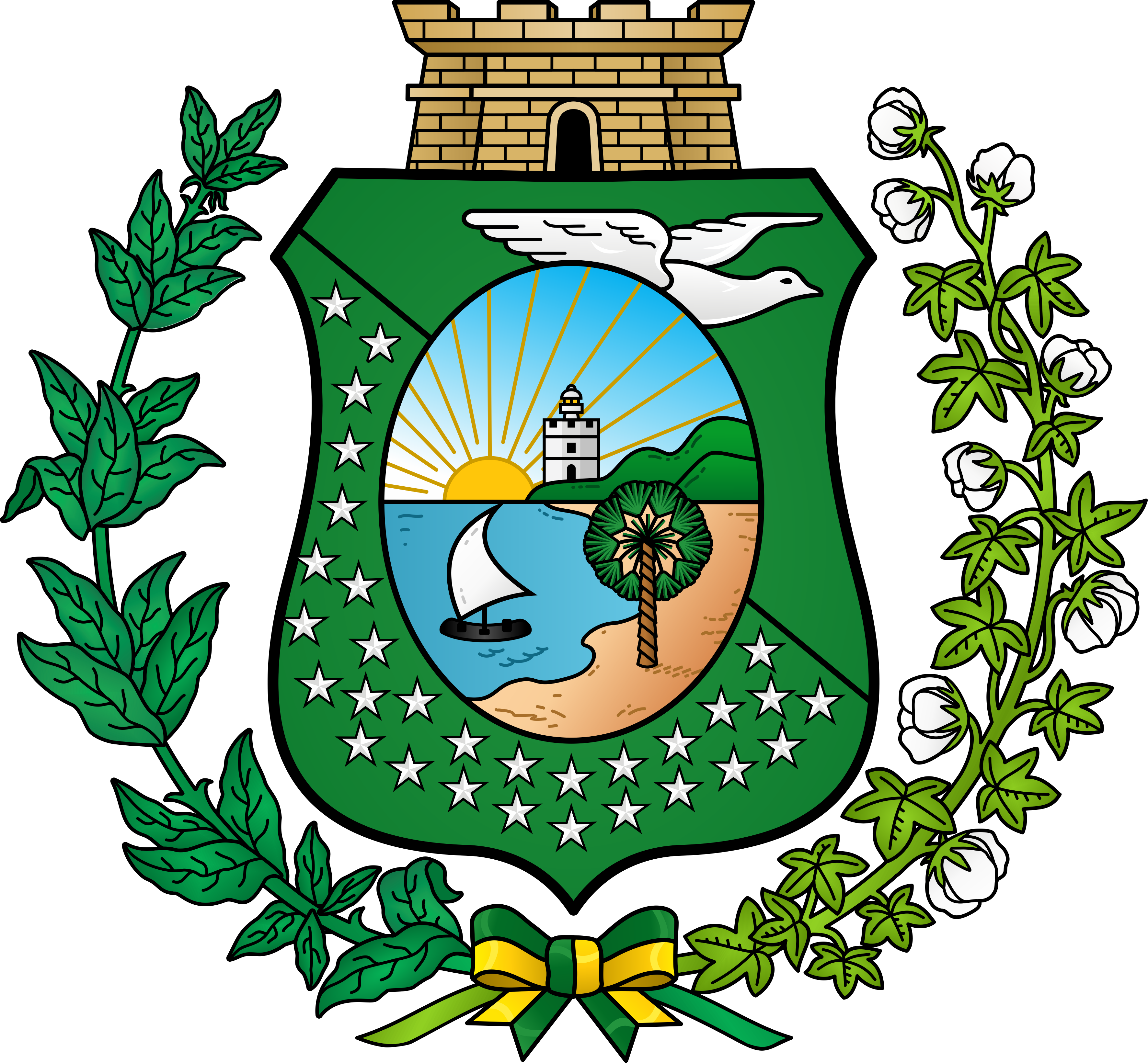
Antigo brasão do Ceará (1897-1967), com suportes da criação original (ramos de fumo e algodão).

Istituído pela lei nº 393 de 22 de setembro de 1897, o brasão era assim descrito:
Art. 1º. As armas do Estado serão representadas por um escudo encimado por um forte de antiga construção e desenhado da seguinte maneira: Uma ellipse atravessada por uma zona em sentido obliquo, da esquerda para a direita, e semeada de estrellas, symbolisando os differentes municipios do Estado, mostrará, no centro do escudo, uma parte do litoral, comprehendida a enseada, e o farol do Macuripe; e um debuxo de passaro destacar-se-á do angulo direito do mesmo escudo, cercando-o ramos de fumo e algodão, tudo conforme modelo annexo.

## Galeria

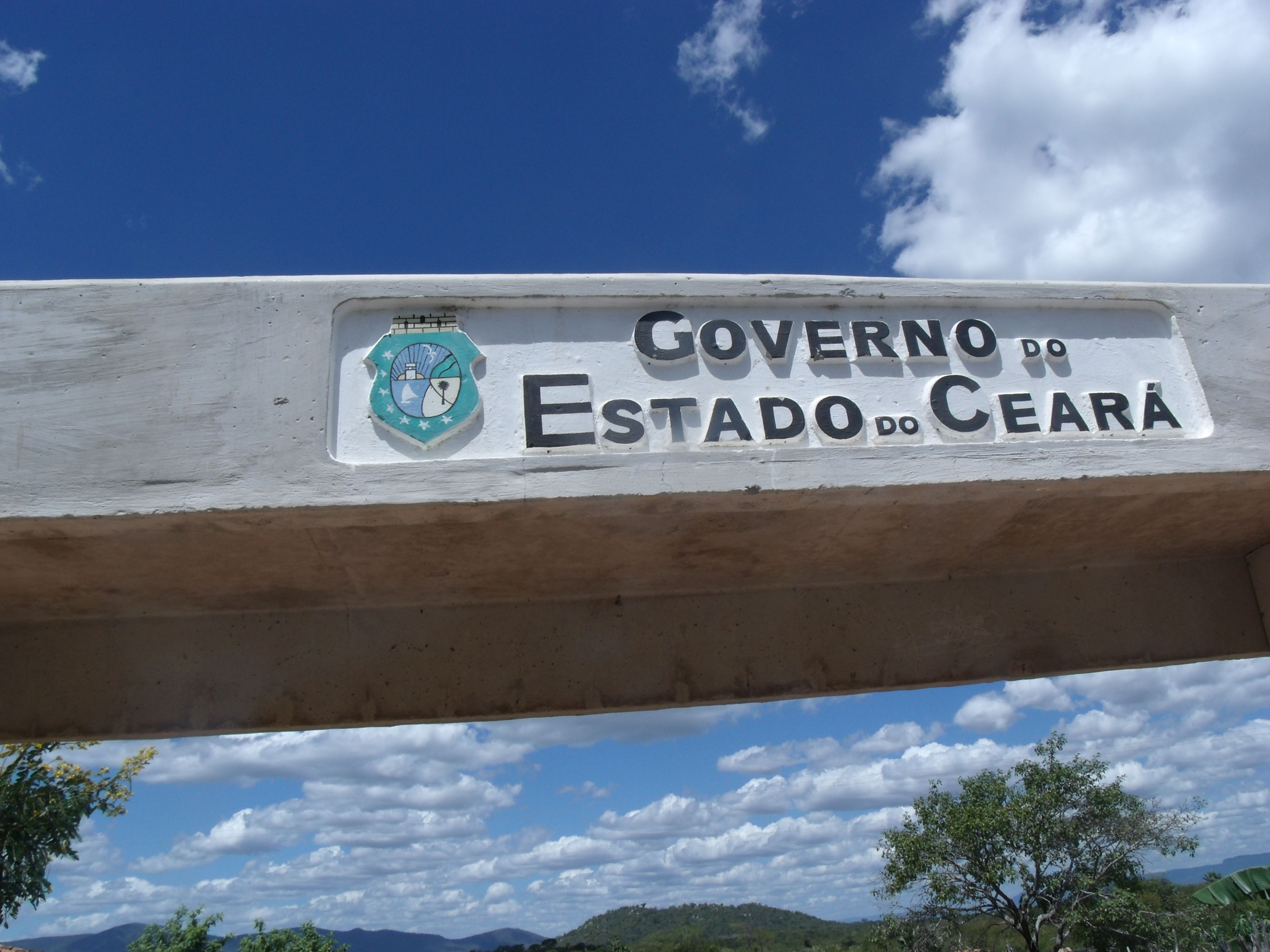
Brasão do Ceará em ornato  arquitetônico.
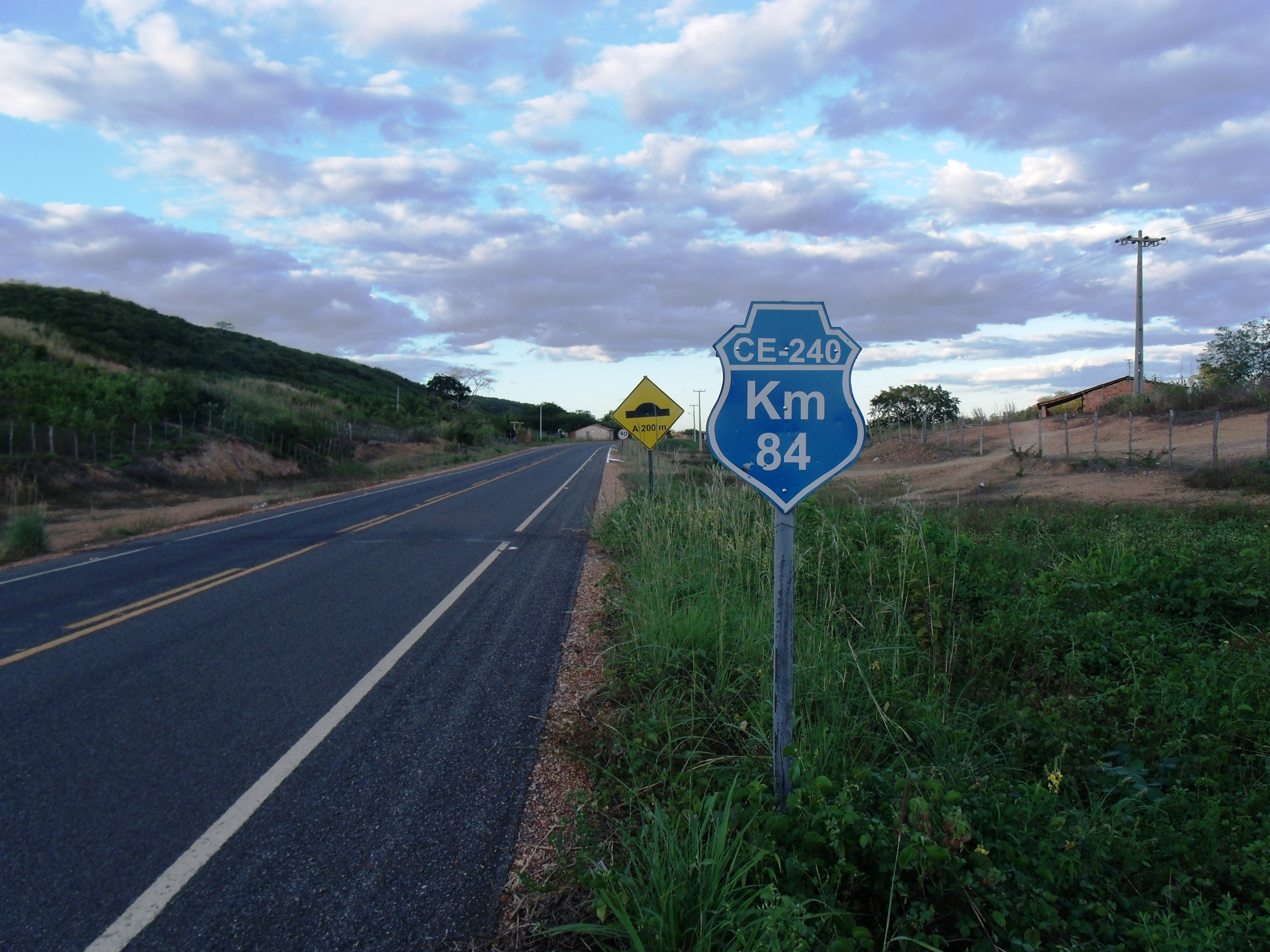
A forma do escudo que compõe a heráldica do Brasão como placa indicativa de km em rodovia estadual do Ceará.